# Xuân Thủy
Xuân Thủy (Geburtsname: Nguyễn Trong Nhan; * 2. September 1912 in Từ Liêm, Hanoi, Französisch-Indochina; † 18. Juni 1985 in Hanoi) war ein vietnamesischer Politiker der Kommunistischen Partei Vietnams KPV (Đảng Cộng sản Việt Nam), der unter anderem zwischen 1963 und 1965 Außenminister der Demokratischen Republik Nordvietnam war.

## Leben
Xuân Thủy trat 1926 der von Nguyễn Ái Quốc gegründeten Liga der Revolutionären Jugend bei und wurde wegen seiner politischen Tätigkeiten zwei Mal in den Jahren 1928 und 1929 verhaftet. Aufgrund seiner Mitgliedschaft in der Kommunistischen Partei Indochinas (Đảng Cộng sản Đông Dương) befand er sich während der Besetzung Indochinas durch das Japanische Kaiserreich sowie der Herrschaft des Vichy-Regimes zwischen 1939 und 1945 abermals in Haft. Nach seiner Freilassung im März 1945 wurde er Chefredakteur von Cứu Quốc, der offiziellen Tageszeitung der Liga für die Unabhängigkeit Vietnams (Việt Minh). Nach Gründung der Demokratischen Republik Vietnam am 2. September 1945 wurde er am 6. Januar 1946 zum Mitglied der Nationalversammlung gewählt und gehörte dieser beziehungsweise der späteren Nationalversammlung von Vietnam (Quốc hội Việt Nam) bis zu seinem Tode an. Zugleich wurde er Mitglied des Zentralkomitees (ZK) der Kommunistischen Partei Vietnams KPV (Đảng Cộng sản Việt Nam) und fungierte zwischen 15. Juli 1960 und seinem Tode als Stellvertretender Vorsitzender der Nationalversammlung. Er war Vertreter Nordvietnams bei der Indochinakonferenz, die vom 26. April 1954 bis zum 20. Juli 1954 in Genf stattfand, und zur Beendigung des Indochinakrieges führte. Darüber hinaus fungierte er 1962 als stellvertretender Vorsitzender der Delegation bei der Genfer Laoskonferenz.
Am 30. April 1963 wurde Xuân Thủy Nachfolger von Ung Văn Khiêm als Außenminister der Demokratischen Republik Nordvietnam und bekleidete dieses Ministeramt bis April 1965, woraufhin Nguyễn Duy Trinh seine Nachfolge antrat. Als Nachfolger von Hoàng Văn Hoan wurde er im April 1966 Leiter der Abteilung für Auswärtige Beziehungen des ZK der KPV und hatte diese Funktion bis zu seiner Ablösung durch Nguyễn Thành Lê im Dezember 1979 inne. Im August 1968 wurde er Mitglied des Sekretariats des ZK der KPV und gehörte diesem Gremium nach seiner Bestätigung auf dem IV. Nationalen Parteikongress (14. bis 20. Dezember 1976) bis zum V. Nationalen Parteikongress (27. bis 31. März 1982) an. Er war gemeinsam mit Lê Đức Thọ, der separat mit US-Außenminister Henry Kissinger verhandelte, während des Vietnamkrieges zwischen 1968 und 1973 Chefunterhändler Vietnams bei der Pariser Vietnamkonferenz, die am 27. Januar 1973 zum Vertrag von Paris und damit zum Abkommen über die Beendigung des Krieges und die Wiederherstellung des Friedens in Vietnam führte. Im März 1976 übernahm er den neugeschaffenen Posten als ZK-Sekretär für Allgemeine Angelegenheiten und behielt diesen bis zu seiner Ablösung durch Nguyễn Văn Linh im Juli 1978. Zuletzt war er zwischen 1981 und 1982 Vizepräsident der Sozialistischen Republik Vietnam und damit einer der Vertreter von Staatspräsident Trường Chinh.